# Abu al-Hasan al-Ash'ari
Abu’l Hasan Ali b. Isma’il Al –Ash’ari (în arabă ابو الحسن علي ابن إسماعيل اﻷشعري ) s-a născut în Basra în jurul anului 260/873 și a murit in Bagdad în 324/935, fiind un cunoscut teolog și învățat al școlii Shafi’ite și fondatorul școlii care îi poartă numele (Ash’ari) . 

## Biografie
Al-Ash’ari fost descendentul lui Abu Musa al-Ash’ari, un cunoscut prieten al Profetului și a fondat una dintre principalele școli teologice islamice care îi poarta numele,  Ash’ariyya  sau Ash’arites . 

Abu’Ali al-Jubba’i, întemeietorul școlii din Basra și renumit teolog mu’tazilit s-a ocupat de creșterea lui Al-Ash’ari după căsătoria cu mama acestuia îndrumându-l pe calea învățăturii mu’tazilite pe care, pentru început, acesta o acceptă entuziasmat. 

La 40 de ani Al-Ash’ari renunță la învățăturile mu’tazilite și se mută in Bahdad. Aici avea să trăiască pentru restul vieții, alăturându-se unei grupări cu orientări și obiceiuri tradiționaliste, numită Ahl al-sunna, îndreptat spre învățăturile predecesorilor săi, unul dintre ei fiind Ahmad b. Hanbal . 

Unul dintre motivele pentru care Al-Ash’ari a făcut această schimbăre ar fi o viziune din timpul Ramadan-ului în care Profetul i-a apărut și i-a cerut să urmeze credința tradiționalistă și să apere doctrinele tradiționale, lucru pe care acesta îl face, sprijinindu-și credința cu argumente raționale. 

Al-Ash’ari pune bazele unei doctrine islamice ce se compune din invățăturile lui Hanbal, cele mu’tazilite primite de la al-Jubbai si propriile idei, care mai tîrziu va fi cunoscută drept ash’arism. 

El afirmă despe Coran că este cuvântul etern al lui Dumnezeu, nu un lucru creat de om, omul fiind incapabil sa creeze decât lucruri efemere, la rândul lor fiind rezultatul manifestărilor voinței lui Dumnezeu, care ne influențează înainte de fiecare acțiune prin puterea Sa. 

	Al-Ash’ari acceptă conceptul mu’tazilit conform căruia atomii se pot uni si pot forma corpuri numai prin voința lui Dumnezeu, care, prin bunătatea Lui, poate alege oricare om să fie profet. 

## Perspective religioase
Al-Ash’ari este considerat fondatorul tradiției sunnite Ash’ari fiind urmat de învățați precum Abul-Hassan Al-Bahili, Al-Baqillani, Al-Juwayni, Fakhr al-Din al-Razi, and Al-Ghazali . S-a opus concepțiilor școlii mu’tazilite, punând accentul pe raționalitate și un ijihad filosofic și rațional.

	Școala Ash’arită a crescut în popularitate, odată cu extinderea Islamului, influențe ale doctrinelor lui Al-Ash’ar regăsindu-se în practicile religioase sunnite din ziua de azi, cu toate că baza teologiei ash’arite, conceptul care privește libertatea individului de a lua decizii, numit kasb, a fost modificat de către teologii ash’ariti care i-au urmat.  

## Lucrări
- Maqalat al-Islamiyyin (engleză Accounts of the Muslims) este cea mai importantă lucrarea a sa în care prezintă dintr-un punct de vedere obiectiv cultele musulmane, non-musulmane si ale filozofilor, devinind un model pentru următoarele cărți.

Alte carți scrise de Al-Ash’ari sunt:
- Adab al-Jadal (engleză The Etiquette of Disputation).
- Al-Asma’ wa al-Ahkam (engleză The Names and the Rulings)
- Al-Dafi’ li al-Muhadhdhab (engleză The Repelling of ‘The Emendation), unde contestă cartea scrisă de al-Khalidi
- Al-Funun (engleză The Disciplines), o critică la adresa ateilor. O a doua carte cu același nume este scrisă impotriva discipolilor kalâm-ului.
- Al-Fusul (engleză The Sub-Headings) formată din 12 volume în carr contestă filozofii, evreii, creștinii  și contrazice afirmațiile lui Ibn al-Rawandi conform cărora lumea există fără a avea un început.
- Idah al-Burhan fi al-Radd ‘ala Ahl al-Zaygh wa al-Tughyan (engleză The Clarification of the Proof in the Refutation of Hereticso carte ce precede al-Mujaz.
- Al-Idrak (engleză "The Awareness)
- Al-Istita’a (engleză Potency), o carte în care combate ideile curentului mu’tazila.
- Al-Jawabat fi al-Sifat ‘an Masa’il Ahl al-Zaygh wa al-Shubuhat (engleză The Replies Pertaining to the Attributes On the Questions and Sophistries of Heretics), încă o operă în care combate ideile mu’tazilite, fiind și cel mai întins volum al său.
- Al-Jawhar fi al-Radd ‘ala Ahl al-Zaygh wa al-Munkar  (engleză The Essence: Refutation of the People of Heresy and Transgression).
- Al-Jism (engleză The Body)
- Jumal al-Maqalat (engleză The Sum of Sayings)
- Khalq al-A’mal (engleză The Creation of Deeds)
- Al-Luma’ fi al-Radd ‘ala Ahl al-Zaygh wa al-Bida’  (engleză The Sparks: A Refutation of Heretics and Innovators)
- Al-Luma’ al-Kabir (engleză The Major Book ofSparks), carte care împreună cu al-Saghir  compun ultima creație a lui Al-Ash’ar.
- Al-Luma’ al-Saghir (engleză The Minor Book of Sparks)
- Maqalat al-Falasifa (engleză The Sayings of Philosophers)
- Al-Masa’il ‘ala Ahl al-Tathniya (engleză The Questions in Refutation of the Dualists).
- Al-Mujaz (engleză The Concise) este compusa din 12 volume și descrie diferite secte islamice.
- Al-Mukhtasar fi al-Tawhid wa al-Qadar (engleză The Abridgment: On the Doctrine of Oneness and Foreordained Destiny)
- Al-Mukhtazan (engleză The Safekeeping)
- Al-Muntakhal (engleză The Sifted), carte ce conține răspunsuri la întrebările elevilor din Basra.
- Naqd al-Balkhi fi Usul al-Mu’tazila (engleză Critique of al-Balkhi and the Principles of the Mu’tazila), este un volum  în care combate ideile lui al-Balkhi regăsite în lucrarea sa cu titlul  Naqd Ta’wil al-Adilla (engleză Critique of the Interpretation of the Textual Proofs).
- Al-Nawadir fi Daqa’iq al-Kalam (engleză The Rarities Concerning the Minutiae of Dialectic Theology).
- Al-Qami’ li Kitab al-Khalidi fi al-Irada  (engleză The Subduer: A Refutation of al-Khalidi’s Book on the Will)
- Al-Radd ‘ala Ibn al-Rawandi (engleză Refutation of Ibn al-Rawandi)
- Al-Radd ‘ala al-Mujassima (engleză Refutation of the Anthropomorphists).
- Al-Ru’ya (engleză The Vision), carte în care sprijină idea conform căreia credincioșii pot avea viziuni divine, contrar doctrinei mu’tazilite care infirmă acest lucru.
- Al-Sharh wa al-Tafsil fi al-Radd ‘alaAhl al-Ifk wa al-Tadlil (engleză The Detailed Explanation in Refutation of the People of Perdition), este un manual pe care inițiații și elevii trebuie să-l citească înainte de a citi al-Luma.
- Al-Sifat (engleză The Attributes), conține o descriere a doctrinelor Mu’tazila, Jahmiyya și a altor secte diferite de Ahl al-Sunna.
- Tafsir al-Qur’an wa al-Radd ‘ala man Khalafa al-Bayan min Ahl al-Ifki wa al-Buhtan (engleză A Commentary on the Qur’an and Refutation of Those Who Contradicted it Among the People of Perdition and Calumny), despre care Ibn al-’Arabi al-Maliki spune că s-ar întinde pe 500 volume. Ibn al-Subki îl citează pe  al-Dhahabi că această carte ar fi fost scrisă pe când Al-Ash’ar era incă un adept al Mu’tazili.
- Ziyadat al-Nawadir (engleză Addenda to ‘The Rarities’). [5]